# Friedrich Buch

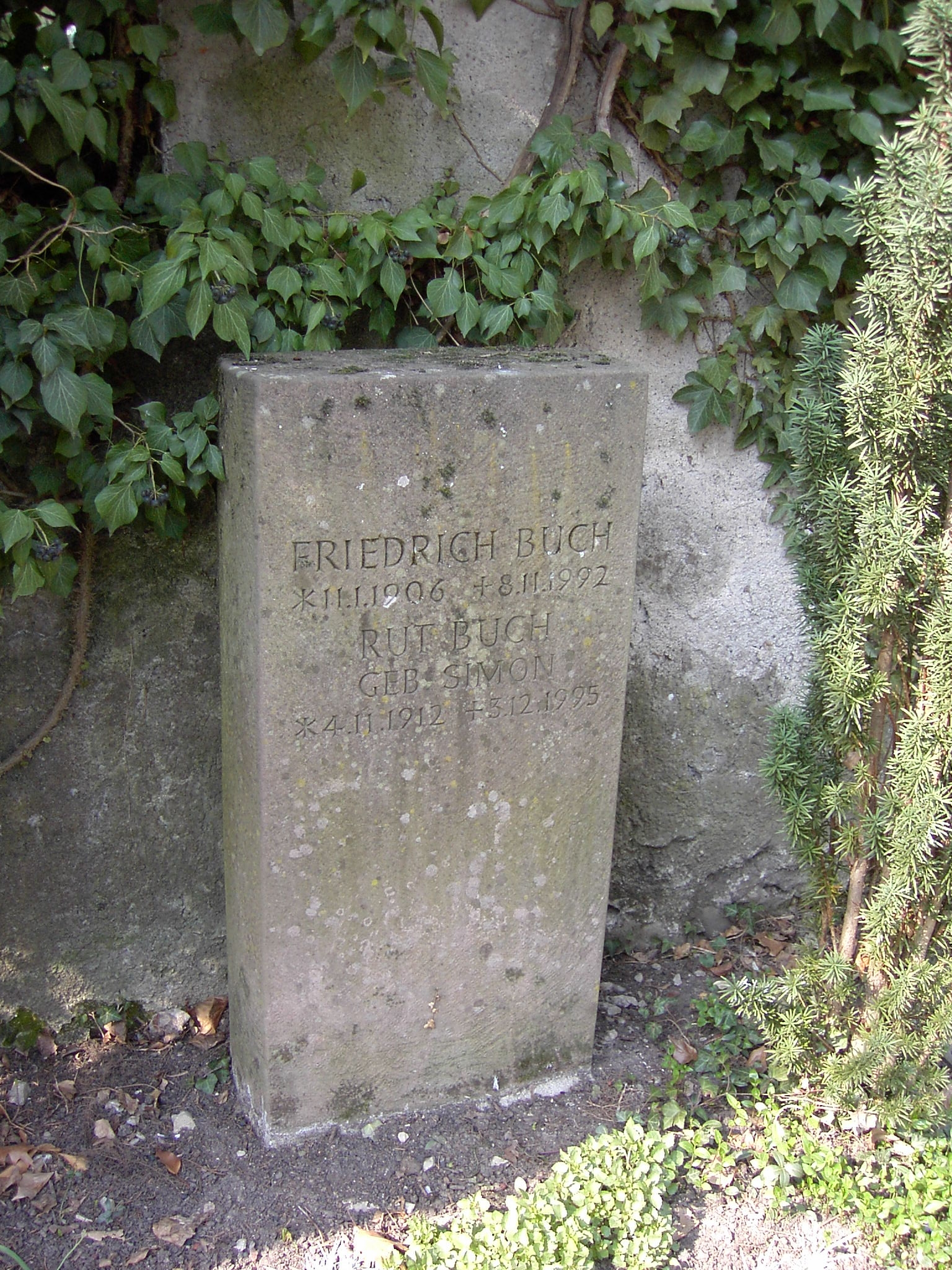
Friedrich Buchs Grab

Friedrich Buch (* 11. Januar 1906 in Gonaïves, Haiti; † 8. November 1992) war ein deutscher Kommunalpolitiker und Diplomat, der unter anderem Bürgermeister von Wetzlar und Botschafter in Dänemark sowie in der Schweiz war.

## Leben
Nach dem Abitur studierte Buch Rechtswissenschaften und arbeitete nach Beendigung des Studiums mit dem Ersten und Zweiten Juristischen Staatsexamen von 1933 bis 1945 als Rechtsanwalt sowie als Justiziar in der Privatwirtschaft.
Nach Ende des Zweiten Weltkrieges wurde er zunächst Kämmerer und anschließend im Oktober 1945 Bürgermeister von Wetzlar. 1948 wechselte Buch, Mitglied der CDU, in die Verwaltung des Landes Hessen, wurde Leiter der Kommunalabteilung im Hessischen Ministerium des Innern und erhielt dort 1949 seine Beförderung zum Ministerialrat.
Nachdem Buch im November 1952 in den Auswärtigen Dienst eingetreten war, war er zunächst Referatsleiter in der Zentrale des Auswärtigen Amtes in Bonn, ehe er im Anschluss erst Generalkonsul in Sydney und danach in Marseille war. Im Oktober 1959 wurde er Leiter der Unterabteilung Personal in der Abteilung Personal und Verwaltung des Auswärtigen Amtes und als solcher einige Monate später zum Ministerialdirigenten befördert.
Im September 1963 wurde Buch als Nachfolger von Hans Berger Botschafter in Dänemark und bekleidete dieses Amt bis zu seiner Ablösung durch Klaus Simon im Oktober 1966. In dieser Funktion leitete er seit Oktober 1965 auch eine Untersuchungskommission in einem Disziplinarverfahren gegen Alexander Török, den damaligen Ständigen Vertreter des Botschafters in Israel. Dem gebürtigen Ungarn Török hatte der ungarische Historiker Jenő Lévai vorgeworfen, er sei Mitglied der antisemitischen ungarischen Studentenorganisation Turul gewesen, habe sich um Aufnahme in die faschistische Pfeilkreuzler-Partei beworben und führe seinen Doktortitel zu Unrecht. Die von Buch geleitete Disziplinarkommission kam im Juli 1966 jedoch zu dem Ergebnis, dass die erhobenen Vorwürfe unberechtigt waren.
Er selbst erhielt anschließend seine Akkreditierung als Botschafter in der Schweiz, wo er Nachfolger von Wolfgang von Welck wurde. Nachdem er nach vierjähriger Amtszeit 1970 vorzeitig in den Ruhestand trat, folgte ihm Josef Löns als Botschafter in der Schweiz.
Buch gehörte damit zu 25 älteren Spitzendiplomaten, die kurz nach Amtsantritt der sozialliberalen Koalition von Bundesaußenminister Walter Scheel vorzeitig in den Ruhestand versetzt wurde. Buch legte daraufhin zusammen mit den Botschaftern Friedrich Wilhelm Wehrstedt, Hans Ulrich von Schweinitz, Franz Ferring, Oswald Freiherr von Richthofen, Botschaftsrat Hans-Christian Halter sowie den Generalkonsuln Wilhelm Kopf, Werner Brückmann, Richard Kunisch und Hans Puhl vertreten durch den bekannten Rechtsanwalt Konrad Redeker Klage vor dem Verwaltungsgericht Köln ein, da sie ihre vorzeitige Entlassung für unzulässig hielten, da diese mit dem Abbau der Alterspyramide im Auswärtigen Amt begründet war. Im Oktober 1973 entschied das Oberverwaltungsgericht für das Land Nordrhein-Westfalen, dass acht der Diplomaten zwecks allgemeiner Verbesserung der Altersstruktur im Auswärtigen Dienst jedenfalls hätten nicht in den Ruhestand versetzt werden dürfen.

## Auszeichnungen
- 1959: Großes Silbernes Ehrenzeichen für Verdienste um die Republik Österreich[5]
- 1965: Großes Bundesverdienstkreuz mit Stern